# Nuño Sánchez
Nuño Sánchez de Rosellón (c. 1190-1247), señor de Rosellón y de Cerdaña a partir de 1212, y desde 1234 a título de conde, fue un príncipe de la Casa de Aragón y miembro de la Casa de Lara, como hijo de Sancho I de Cerdaña y de su segunda esposa, Sancha Núñez de Lara, hija del conde Nuño Pérez de Lara y la condesa y después reina, Teresa Fernández de Traba.

## Biografía
Una de sus primeras apariciones en la documentación medieval fue en 1208 cuando confirmó una donación de su prima Inés Gómez, hija del conde Gómez González de Manzanedo al Monasterio de Aguilar de Campoo. En 1210, recibió la herencia que le correspondía de su madre, ya fallecida, de una de las porciones de una propiedad que el rey Alfonso IX de León había donado a Gonzalo Núñez de Lara y sus hermanos.
Participó en la batalla de las Navas de Tolosa en 1212 donde fue armado caballero y después, acompañó al rey Pedro II de Aragón en su sometimiento de los condes de Tolosa. El monarca aragonés le nombró señor de Rosellón y de Cerdaña a título vitalicio en ese mismo año. Llegó demasiado tarde para salvar a este en la batalla de Muret de 1213. Se convirtió, junto con su padre Sancho, en el regente de la corona de Aragón durante la minoría del rey Jaime I; cuando este alcanza la mayoría, en 1223 Nuño Sánchez se convirtió en su consejero apoyándole durante los conflictos surgidos con el vizconde de Bearne, pero en 1225 este cambia de alianza enemistándose con Jaime I. 

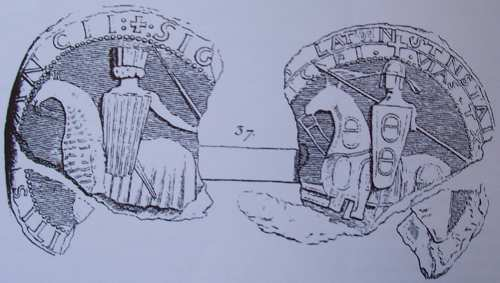
El sello de Nuño, de tipo ecuestre, le representa, por un lado, llevando las armas de Aragón, herencia de su padre Sancho I de Cerdaña, hijo de Ramón Berenguer IV y la reina Petronila de Aragón; y por el otro, llevando las armas de los Lara, la familia de su madre

La idea de continuar las uniones dinásticas occitanas y de la Corona de Aragón promovió a su padre a casarlo en 1215 con Petronila de Bigorre, condesa de Bigorra, vizcondesa de Marsán, señora de Zaragoza y Uncastillo, hija de Bernardo IV de Cominges, conde de Cominges, de Bigorra y de Astarac, señor de Muret y Samatán entre otros títulos señoriales, y de Beatriz de Bigorra. Este matrimonio fue anulado por el papa Honorio III al año siguiente por descender ambos de la casa real aragonesa.
En octubre de 1226, Nuño obtuvo del rey Luis VIII de Francia los vizcondados de Fenolleda y Pérapertusès,  quien le invitó a participar en la expedición llevada a cabo contra Mallorca en 1229. En noviembre de 1242, después de la muerte de Nuño, el vizcondado de Fenolleda, retornó a su poseedor con el apoyo de Jaime I. de Fenolleda recuperó su  En 1233, confirmó el acuerdo del conde de Foix firmando como  «Nuno Sancii, dei gratia dominus Rosiliones, Vallis-Asperii, Confluentis et Cerritaniae».
En 1234, participó en la conquista de Ibiza y una vez conquistado el reino de Mallorca, Nuño recibe, como recompensa, un gran número de tierras. Sin embargo, en esas fechas, reclamó la «posesión en perpetuidad de los condados de Cerdaña y Conflent, la ciudad de Carcasona, y su territorio, el señorío de Bergadán, Trencavel, y el vizcondado de Narbona», así como el señorío de Aymillán y el condado de Provenza, alegando que le correspondían según el testamento de su abuelo Ramón Berenguer IV de Provenza, ratificado por el rey Alfonso II de Aragón, a su madre y a los hijos habidos con su padre, el conde Sancho. Después de un arbitraje, el rey de Aragón accedió ya que, al no tener descendencia, todos estos bienes y honores revertirían a la corona.
A partir de ese año se siente lo suficientemente importante como para hacerse con el título de conde, y en el asistente fiel del rey acompañándole en todos sus combates contra Navarra. En 1238 participó, asimismo, en la conquista del reino de Valencia.
En 1234, se casó con Teresa López, hija de Lope Díaz II de Haro, señor de Vizcaya. No tuvieron hijos, lo cual significó que sus dominios se integrasen de nuevo a la línea principal de la Corona de Aragón. Volvió a casar con Catalina, con quien aparece en 1243 cuando donaron al monasterio de Santa María de Perales, quod monasterium aui nostri fundauerunt (monasterio fundado por nuestros antepasados) lo que poseían en Zorita 
Nuño Sánchez falleció en 1247 sin dejar sucesión y fue enterrado en la encomienda sanjuanista de Bajoles, cerca de Perpiñán (hoy desaparecida).